# Perseverance (musikalbum)
Perseverance är det amerikanska hardcorepunkbandet Hatebreeds andra studioalbum, utgivet i mars 2002 på Universal Records. Det var bandets första skiva på detta bolag och innebar deras genombrott för en större publik. Perseverance tog sig in på Billboard-listan på plats 50 och låtarna "I Will Be Heard" och "Below the Bottom" var med på soundtracken till filmerna xXx respektive The Texas Chainsaw Massacre. Kerry King (Slayer) bidrog med gitarrsolo på "Final Prayer".
Det var bandets sista skiva med gitarristen Lou "Boulder" Richards, som lämnade gruppen efter inspelningarna.
Musikvideor spelades in till titelspåret samt "I Will Be Heard".

## Låtlista
1. "Proven" – 2:35
2. "Perseverance" – 2:20
3. "You're Never Alone" – 3:21
4. "I Will Be Heard" – 2:58
5. "A Call for Blood" – 3:05
6. "Below the Bottom" – 2:25
7. "We Still Fight" – 1:35
8. "Unloved" – 2:37
9. "Bloodsoaked Memories" – 2:52
10. "Hollow Ground" – 2:39
11. "Final Prayer" – 2:12
12. "Smash Your Enemies" – 2:09
13. "Healing to Suffer Again" – 2:49
14. "Judgement Strikes (Unbreakable)" – 1:25
15. "Remain Nameless" – 2:50
16. "Outro" – 0:38

## Medverkande

### Musiker
- Jamey Jasta – sång
- Sean Martin – leadgitarr
- Lou "Boulder" Richards – rytmgitarr
- Chris Beattie – basgitarr
- Matt Byrne – trummor